# Aconitum brachypodum
Aconitum brachypodum là một loài thực vật có hoa trong họ Mao lương. Loài này được Diels mô tả khoa học đầu tiên năm 1912.